# Верхняя Олёнка
Верхняя Олёнка — река в России, протекает по Томской области, Красноярском крае. Исток находится в болоте Лотар. Устье реки находится в 44 км по правому берегу реки Олёнка. Длина реки составляет 50 км, площадь водосборного бассейна 507 км². Притоки — Малый и Грядовый.

## Данные водного реестра
По данным государственного водного реестра России относится к Верхнеобскому бассейновому округу, водохозяйственный участок реки — Кеть, речной подбассейн реки — бассейн притоков (Верхней) Оби от Чулыма до Кети. Речной бассейн реки — (Верхняя) Обь до впадения Иртыша.